# Radio Commander
Radio Commander – gra komputerowa łącząca w sobie elementy strategicznej gry czasu rzeczywistego i gry symulacyjnej, osadzona w realiach wojny wietnamskiej, opowiadająca losy fikcyjnej kompanii wchodzącej w skład 173. Brygady Powietrznodesantowej USA i jej dowódcy. Została wyprodukowana przez polskie studio Serious Sim i wydana 10 października 2019 na platformę Microsoft Windows oraz macOS. W kwietniu 2020 roku wydano dodatek do gry pt. Squad Management.
18 grudnia 2020 roku gra wydana została na Xbox Series X/S oraz Xbox One, 11 stycznia 2021 na platformę Nintendo Switch, zaś 25 stycznia 2021 na PlayStation 4. Za wszystkie porty odpowiedzialna była firma Console Labs S.A.

## Fabuła
Dowodzona przez gracza kompania bierze udział w szeregu operacji wojskowych mających miejsce we wczesnym etapie amerykańskiej interwencji wojskowej w Wietnamie, m.in. operacji Junction City oraz bitwy o Dak To. Kulminacyjnym momentem fabuły jest utrata jednego z dowodzonych oddziałów wraz z jego dowódcą porucznikiem Michaelem Kovacsem a także następujący wskutek tego upadek morale i niesubordynacja podległych graczowi jednostek, która znajduje finał w masakrze cywilów.
Fabuła gry składa się z dziewięciu scenariuszy.

## Rozgrywka
Celem rozgrywki jest dowodzenie oddziałami wojskowymi (zwykle w randze plutonów) poprzez komunikaty radiowe. Postać gracza znajduje się w bazie polowej skąd komunikuje się z podległymi oddziałami oraz innymi postaciami (dowództwo, sojusznicy). Do dyspozycji gracza jest mapa teatru działań oraz znaczniki ułatwiające orientację w położeniu oddziałów oraz innych zmiennych.

## Produkcja
Pierwszy zwiastun gry został opublikowany 5 sierpnia 2018. W kwietniu 2019 r. gra została pomyślnie ufundowana na platformie Kickstarter, osiągając wsparcie od 1348 użytkowników w wysokości 28657 CAD (287% założonej kwoty zbiórki). Produkcja gry trwała ok. 18 miesięcy. Łączny koszt wytworzenia i marketingu Radio Commandera nie przekroczył 250 tys. zł.

## Odbiór
13 października 2019 zarząd PlayWay wydał raport sprzedażowy, zgodnie z którym w ciągu pierwszych 72 godzin gra została sprzedana w liczbie ponad 13 000 sztuk w kanałach online, a koszt wytworzenia i marketingu gry został zwrócony pierwszego dnia sprzedaży na platformie Steam. Gra została nominowana do Best Indie Game podczas targów Poznań Game Arena 2018 oraz 2019, a także Indie Development Awards Game Connection Paris 2019.
Gra spotkała się z mieszanymi reakcjami recenzentów, uzyskując według agregatora Metacritic 65/100 punktów. Doceniano m.in. oryginalność podejścia oraz warstwę narracyjną gry, krytykę wzbudzały natomiast głównie kwestie związane z projektem rozgrywki, tj. jej powtarzalność czy brak odpowiedniej głębi strategicznej.